# Lance Cove (Bell Island)
Lance Cove is een dorp in de Canadese provincie Newfoundland en Labrador. Het dorp is gelegen op Bell Island en is erkend als designated place en als local service district.

## Geschiedenis
In 1983 kreeg Lance Cove voor het eerst beperkt lokaal bestuur doordat de plaats een local service district werd.

## Geografie
Lance Cove ligt in het zuiden van Bell Island, een groot eiland in Conception Bay voor de kust van zuidoostelijk Newfoundland. Ten noorden van Lance Cove ligt de gemeente Wabana en ten westen ervan liggen de gehuchten Bickfordville en Freshwater. Deze plaatsen worden tot de DPL gerekend, maar maken geen deel uit van het LSD.

## Demografie
Sinds de volkstelling van 2016 wordt Freshwater bij de designated place Lance Cove gerekend. Onderstaande tabel geeft de bevolkingsevolutie op basis van de huidige DPL-grenzen weer.
| Demografische ontwikkeling van Lance Cove tussen 1991 en 2021                                                                                            |
| --- |
| |
| Bron: Statistics Canada (1991–1996, 2001–2006, 2011–2016, 2021) - De censusgegevens bestaan uit Lance Cove inclusief Freshwater en omliggende bebouwing. |